# Рус
Рус (на староруски: Рѹсь; на гръцки: Ῥῶς; руси, в ед. число русин) е етносът, дал своето име и съставлявал социалната върхушка на средновековната държава на източните славяни Рус, известна в съвременната литература като Древна Рус, или Киевска Рус. Етническата идентификация на етноса рус е дискусионен въпрос. Техният първи известен вожд варягът Рюрик (ок. 830 – ок. 879) основава първото източнославянско държавно обединение през 862 г. Първото споменаване на рус е в Бертинската хроника.

## Теории за произход
Народът рус е исторически народ от историческия регион Рус (на руски: Русь; на гръцки: Rossia; на латински: Ruthenia), чийто произход не е точно изяснен.
Много историци предполагат, че „рус“ произлизат от Скандинавия и това са варягите (викингите). С това название арабските летописци наричат северните търговци и воини. През XVIII век двамата историци и филолози Готлиб Зигфрид Байер и Аугуст Лудвиг фон Шльоцер, които работят в Санкт-Петерсбургската академия на науките, първи съобщават за скандинавския произход на „рус“, като се позовават на Начална руска летопис от XII век.
Други, преди всичко руски учени, оспорват тази теория и считат „рус“ за славяни. На рус са назовани Руски каганат, Киевска Рус (две държави на рус) и по-късно Русия. Руските теории предполагат, че рус са южни славяни от украинската река Рос.